# حركة رشاد
رشاد هي حركة جزائرية معارضة لنظام الحكم في الجزائر (الذي تمخض عن انقلاب 12 يناير 1992). وتأسست حركة رشاد في 1 ربيع الأول 1428 الموافق 18 أفريل 2007م. بادر إلى إنشائها والدعوة لها مجموعة من الجزائريين الذين عُرِفوا كمستقلين أو منضوين تحت أطر أخرى وهم مراد دهينة، محمد العربي زيتوت، محمد سمراوي، عباس عروة، رشيد مسلي ذلك أنه وبعد سنين عديدة من المعارضة تبين لهؤلاء أن يجتمعوا داخل حركة تكون بمثابة المحرك والمؤطر الجامع لقوى التغيير الشامل في الجزائر.
هي حركة مقاومة غير أنها لا تؤمن باستخدام العنف سبيلا لذلك وإنما تتبنى أسلوب الاحتجاجات السلمية بما فيها من عصيان مدني. أهداف الحركة على حدّ قولها:
«تسعى الحركة إلى تغيير جوهري شامل في الجزائر. تغيير ينهي استبداد الحكم وطبائعه ينتج عنه بناء وإرساء دعائم حكم راشد. يعيد للشعب عزته وأمانه وللوطن حرمته وسلامته وللإنسان - قبل ذلك - حريته وكرامته».

## تصنيف
في 18 مايو 2021 صنف المجلس الأعلى للأمن الذي ترأس اجتماعه الرئيس عبد المجيد تبون، منظمة "حركة استقلال منطقة القبائل" الانفصالية المعروفة بـ"الماك" إلى جانب حركة "رشاد" الناشطتين في الخارج، على قائمة "المنظمات الإرهابية"، والتعامل معهما بهذه الصفة". حيث صرحت الرئاسة الجزائرية في بيانها بأن «المجلس تناول بالدراسة، الأفعال العدائية والتحريضية المرتكبة من قبل ما يسمى بحركتي (رشاد) و(الماك)، التي ترمي إلى زعزعة استقرار البلاد والمساس بأمنها، واتخذ في هذا الإطار قرارا يقضي بوضعهما ضمن قائمة المنظمات الإرهابية، والتعامل معهما بهذه الصفة.»

## وصلات خارجية
- الموقع الرسمي لحركة رشاد الجزائرية

تلفزيون رشاد